# Бычкова, Марина Сергеевна
Марина Сергеевна Бычкова (англ. Marina Bychkova; род. 16 марта 1982 года, Новокузнецк, СССР) — канадская художница, писательница и дизайнер шарнирных кукол, ювелир русского происхождения.

## Биография
Бычкова Марина Сергеевна родилась в городе Новокузнецк, 16 марта 1982 года. С 1997 года проживает в городе Ванкувер, Канада, где окончила среднюю школу и институт художественного дизайна имени Эмили Карр (en:Emily Carr Institute of Art and Design). Имеет степень бакалавра изобразительного искусства.
«Я верю в то, что родилась на свет, чтобы делать куклы»

## Профессиональная деятельность
Марина Бычкова — дизайнер и основатель мирового бренда фарфоровых, а с 2010 года и полиуретановых кукол под названием The Enchanted Doll. Мировая слава данного бренда, по мнению критиков, происходит от неповторимого стиля росписи, который называют то "васнецовским", то "врубелевским": он создаёт иллюзию живой куклы. В российской прессе куклы Марины Сергеевны так и называют - "живыми куклами", хотя дословно английское словосочетание The Enchanted Doll переводится как "зачарованная кукла". Сама Марина Сергеевна считает себя продолжательницей традиций германской художницы Суламит Вюльфинг и русской классической живописи эпохи передвижников.
На изготовление одной куклы у Марины уходит до 500 часов. Цена на её произведения колеблется от нескольких тысяч до нескольких десятков тысяч долларов, что довольно необычно в мире современного искусства
На конец 2013 года работы Марины Бычковой освещались в более чем 120 средствах массовой информации (книги,журналы, газеты, теле и радио эфиры) по всему миру. Её работы принимали участие в 26 международных выставках.
Книга Марины Бычковой The Enchanted Doll выдержала три издания. Переведена на русский и китайский языки.

### The Enchanted Dolls
The Enchanted Dolls (Очаровательные куклы) — серия фарфоровых кукол русско-канадской художницы Марины Бычковой.
Куклы высотой 36-38 сантиметров, шарнирные, что позволяет им принимать любые положения. Для соединения подвижных частей Марина Бычкова применяет стальные пружины, что многократно увеличивает срок службы кукол. Роспись по фарфору производится красками по фарфору. На некоторых куклах делается татуировки, методом гравировки тонких линий, в которые после обжига втирается краска. Куклы выпускаются как в единственном экземпляре, так и в небольших сериях. Цены на Enchanted Dolls варьируются от двух до нескольких десятков тысяч долларов.
За последние 2-3 года куклы данного бренда пользуются популярностью во всём мире, а в начале 2010 года Марина Бычкова объявила о начале выпуска полиуретановой версии своих кукол. Только за неполный 2009 год 23 журнала из разных стран разместили статьи о куклах Enchanted Doll и творчестве Марины Бычковой, а мировой лидер кукольных журналов HauteDoll поместил огромную статью о Enchanted Dolls, при том что этот журнал практически не печатает материалы об авторских куклах.